# Nemotelus albimarginatus
Nemotelus albimarginatus är en tvåvingeart som beskrevs av James 1936. Nemotelus albimarginatus ingår i släktet Nemotelus och familjen vapenflugor. Inga underarter finns listade i Catalogue of Life.